# Catocala sordida
Catocala sordida (tên tiếng Anh: Sordid Underwing) là một loài bướm đêm thuộc họ Erebidae. Nó được tìm thấy ở Saskatchewan phía đông đến New Brunswick và đảo Prince Edward và phía nam qua Maine và Connecticut tới Florida, phía tây đến Texas và phía bắc đến Manitoba.
Sải cánh dài 37–45 mm. Con trưởng thành bay từ tháng 5 đến tháng 9. Có một lứa một năm.
Ấu trùng ăn Celtis và Vaccinium.

## Hình ảnh

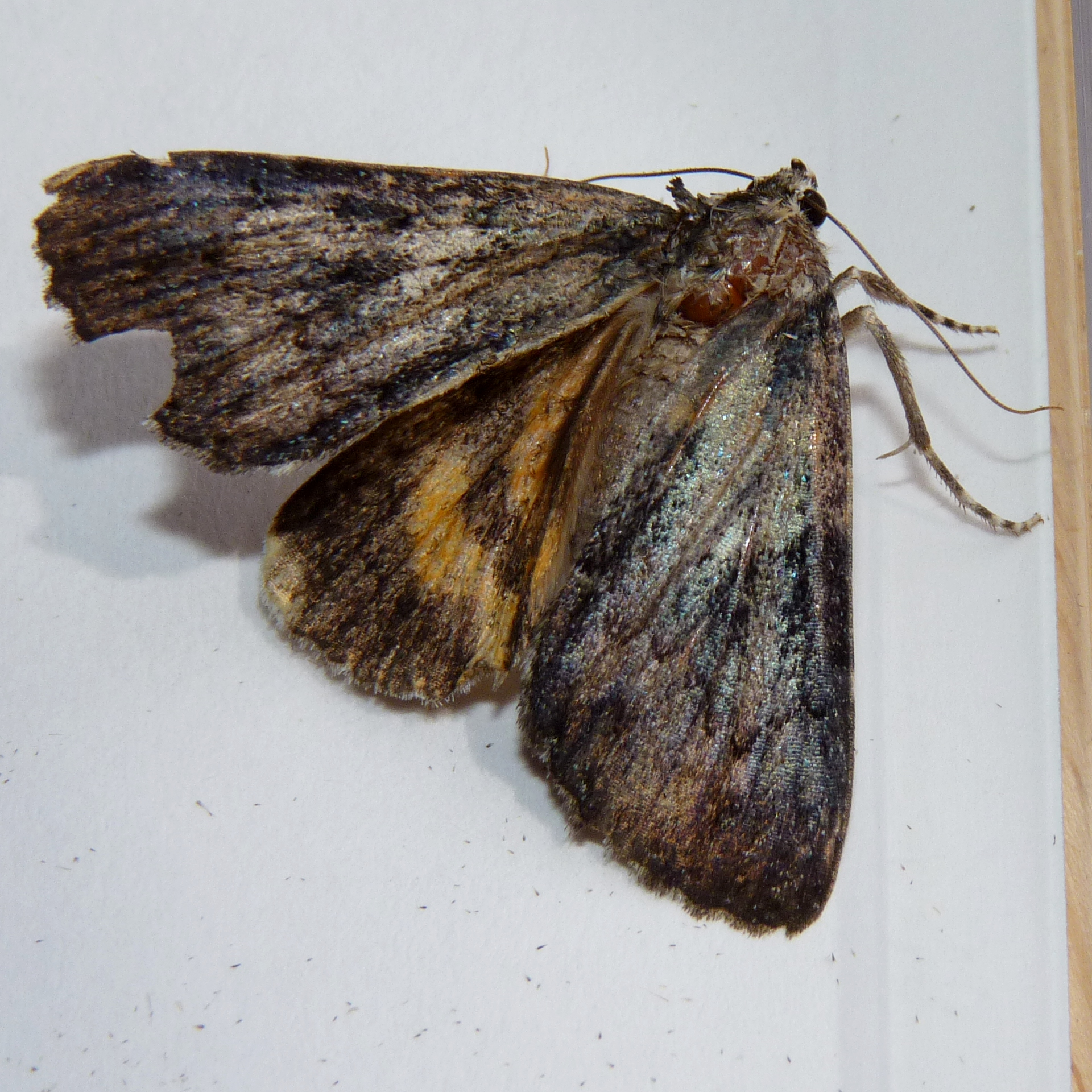
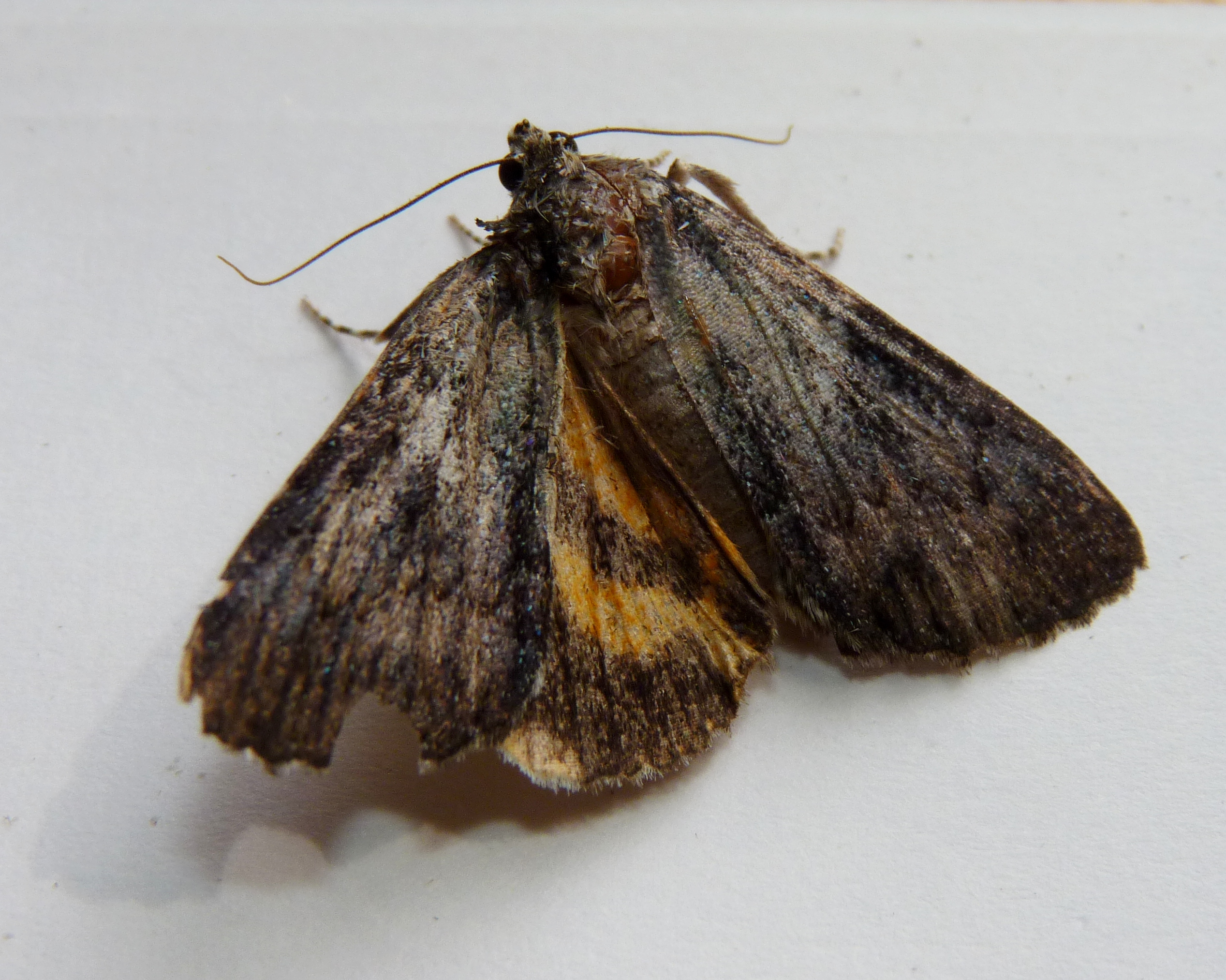